# Tony Buesnel
Tony Buesnel (...) è un allenatore di calcio australiano.

## Carriera
Nel 1985 ha allenato il Brisbane City.
Ha allenato la nazionale delle Figi nel 2004, guidandola nella Coppa delle nazioni oceaniane di quell'anno.